# Jesús de Chamberí
Albums de Mägo de Oz
Mägo de Oz
(1994) Mägo de Oz (La Bruja)
(1997)
Jesús de Chamberí est le deuxième album studio du groupe de Folk metal espagnol Mägo de Oz. L'album est sorti le 5 décembre 1996 sous le label Locomotive Music.
C'est le premier album du groupe enregistré avec le vocaliste José Andrëa.
Cet album est un album-concept. Les paroles de l'album parlent d'un Jesus Christ des temps modernes à Madrid. Les paroles sont très critiques vis-à-vis de l'Église catholique. Cet album a contribué à faire connaitre le groupe à travers l'Espagne.

## Musiciens
- José Andrëa: chant
- Carlitos: guitare
- Frank: guitare
- Salva: basse
- Txus: batterie
- Mohamed: violon

## Liste des morceaux
1. Génesis
2. Jesús de Chamberí
3. El ángel caído
4. Al-Mejandría
5. El cuco y la zíngara
6. Hasta que tu muerte nos separe
7. La canción de Pedro
8. Domingo de gramos
9. Jiga irlandesa
10. El cantar de la Luna oscura
11. Judas
12. La última cena
13. Czardas
14. El fin del camin